# مولاگودا
مولاگودا (به لاتین: Molagoda) یک منطقهٔ مسکونی در سری‌لانکا است که در استان مرکزی (سری‌لانکا) واقع شده‌است.